# Liga Republicana das Mulheres Portuguesas
A Liga Republicana das Mulheres Portuguesas (LRMP) foi uma organização e associação política e feminista criada em 1908, por ideia de Ana de Castro Osório e António José de Almeida, apoiada pelo Partido Republicano Português. O voto, o direito à instrução, ao trabalho e à administração dos bens, o combate à prostituição e à mendicidade infantil constituíram-se como temas que rumaram a sua ação.

## História
Em 1907, um grupo de mulheres instruídas e cultas fundou o Grupo Português dos Estudos Feministas, com o objectivo de difundir os ideais da emancipação feminina, fundar uma biblioteca e publicar estudos destinados a instruir e educar a mulher portuguesa, a fim de melhor desempenhar um papel activo na sociedade, fosse como mãe e educadora da sociedade futura ou activista e interveniente na luta contra a desigualdade no país. Este grupo, dirigido pela autora e jornalista Ana de Castro Osório e que agregava intelectuais, médicas, escritoras, jornalistas e, sobretudo, professoras, teve uma existência efémera, no entanto ainda publicou folhetos que reproduziam discursos, conferências e outros textos de autoria das principais dirigentes.

É em torno deste núcleo que se vai fundar a Liga Republicana das Mulheres Portuguesas (LRMP). A ideia é lançada em agosto de 1908 por Ana de Castro Osório e António José de Almeida, sendo fortemente apoiada por Bernardino Machado e Magalhães Lima, mas só em fevereiro de 1909, sendo acarinhada pelo Partido Republicano, é efectivamente formada a associação de carácter político e feminista, com o objectivo de "orientar, educar e instruir, nos princípios democráticos, a mulher portuguesa, fazer propaganda cívica, inspirando-se no ideal republicano e democrático e promover a revisão das leis na parte que interessa especialmente à mulher e à criança". A sua sede teria lugar no 2º andar do nº 6 da Rua dos Castelinhos, em Lisboa.

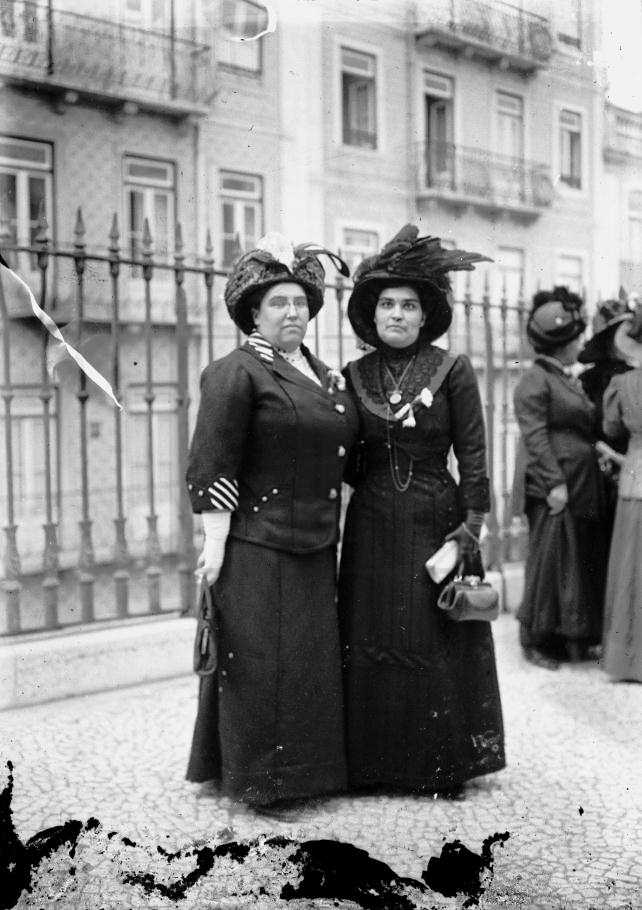
À esquerda Ana de Castro Osório com Carolina Beatriz Ângelo.

Os corpos gerentes da Liga são constituídos pela jornalista e escritora Ana de Castro Osório e as médicas Carolina Beatriz Ângelo e Adelaide Cabete, às quais se juntaram Adelaide Cunha Barradas, Amélia França Borges, Ana Maria Gonçalves Dias, Camila Sousa Lopes, Fausta Pinto da Gama, Filomena Honorina da Costa, Maria Benedita Mouzinho de Albuquerque Pinho, Maria Veleda e Rita Dantas Machado, entre outras. Maria Veleda, apesar de inseparável das três primeiras dirigentes principais, não fez parte da comissão organizadora da LRMP, porque António José de Almeida a julgava demasiado revolucionária, e isso poderia intimidar as mulheres mais conservadoras que nela quisessem ingressar. A educação e instrução da mulher e a independência económica, são dois dos campos de intervenção mais expressivos da associação.
Seguindo o fenómeno de expansão da imprensa periódica do início do século XX, as principais activistas da LRMP não só escreviam em jornais generalistas, como criaram a sua própria imprensa periódica oficial, de distribuição nacional: A Mulher e a Criança, uma revista mensal publicada entre 1909 e 1911 e distribuída gratuitamente a cerca das mil associadas; e A Madrugada, um jornal publicado entre 1911 e 1918.
Em 1909, ainda foi criada a Obra Maternal, uma iniciativa destinada a recolher e educar as crianças abandonadas, pedintes ou em perigo moral que deambulavam pelas ruas de Lisboa. 

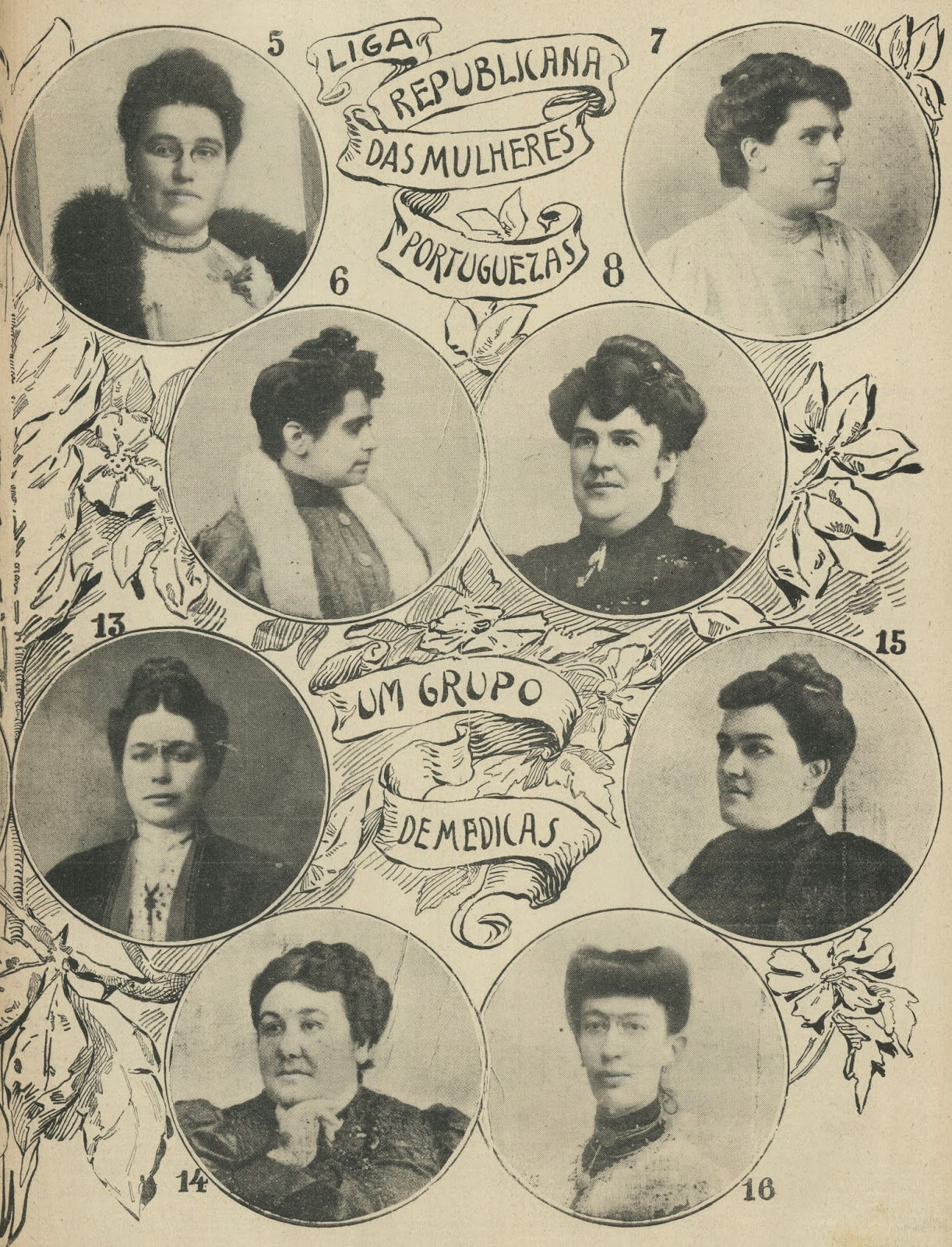
Suplemento do jornal O Século sobre as sufragistas da Liga Republicana das Mulheres Portuguesas, publicado a 12 de Maio de 1910. 5 - Ana de Castro Osório; 6 - Maria Veleda; 7 - Beatriz Paes Pinheiro de Lemos; 8 - Maria Clara Correia Alves; 13 - Sofia Quintino; 14 - Adeleide Cabete; 15 - Carolina Beatriz Ângelo; 16- Maria do Carmo Joaquina Lopes. (Exemplar presente na secção de Ilustração Portuguesa na Hemeroteca Municipal de Lisboa)

Com a Implantação da República Portuguesa a 5 de outubro de 1910, as feministas republicanas que militavam na Liga julgaram que havia chegado o momento de apresentarem as suas reivindicações ao novo regime político, e sem perder tempo, no dia 27 de novembro do mesmo ano, entregaram uma petição ao Governo Provisório em que reclamavam a revisão imediata do Código Civil, a aprovação da lei do divórcio e o direito ao voto para as mulheres. Tentando não criar crispações com o Governo, foram moderadas nas exigências, pedindo o voto apenas para as mulheres que pagassem impostos, fossem maiores de idade e pertencessem à elite intelectual, tendo portanto que ser instruídas (tal como contemplava a lei de Código Eleitoral em rigor, excepto num fulcral aspecto: o voto era apenas autorizado aos portugueses recenseados que soubessem apenas ler e escrever, sem a limitação de um grau mais elevado de estudo). Com o decorrer dos meses e sem uma resposta sobre o seu pedido, a Liga organizou novamente a 3 de fevereiro de 1911, uma nova comitiva, liderada por Carolina Beatriz Ângelo e seguida por Adelaide da Cunha Barradas, Ana de Castro Osório, Constança Dias, Joana de Almeida Nogueira, Maria Laura Monteiro Torres, Rita Dantas Machado e Virgínia da Fonseca, que apresentou a Teófilo Braga, uma vez mais, a sua proposta para a legalização do direito de voto às mulheres da elite intelectual. Este determinante factor, não agradou a todas as sócias da Liga, sendo este o ponto da discórdia que levou à divisão das feministas em duas facções:
- A facção mais conservadora e minoritária, que era liderada pela presidente e fundadora Ana de Castro Osório;
- E a facção mais radical e maioritária, liderada por Maria Veleda, que acreditava que restringir o direito ao voto iria agravar a situação de desigualdade existente entre as mulheres portuguesas, argumentando que a maioria não teria sequer a oportunidade de aceder à instrução e à educação, de modo a ter autonomia económica ou a sua total emancipação da tutela masculina. Se se reconhecia às mulheres o direito de voto, era uma incoerência reclamá-lo só para aquelas que pagassem impostos ou fossem consideradas intelectuais. «Seria uma injustiça negar a algumas um direito que é de todas. As mulheres, ricas ou pobres, intelectuais ou analfabetas, devem poder votar em igualdade de circunstâncias com os homens». Em sua opinião, devia pedir-se "tudo" e se não dessem "tudo", não se aceitaria "nada".

Meses depois, Carolina Beatriz Ângelo desafiou o poder político patriarcal, ao recorrer ao tribunal para que o seu nome fosse adicionada à lista de cidadãos recenseados, visto cumprir com todos os requisitos presentes na lei do Código eleitoral de então. Com uma decisão favorável e o aval oficial do juiz João Baptista de Castro, pai de Ana de Castro Osório e de Alberto Osório de Castro, no dia 28 de maio, tornou-se oficialmente na primeira mulher a votar não só em Portugal como também na Península Ibérica, ao depositar o seu voto numa urna em Arroios, Lisboa. À altura, a Finlândia era o único país europeu que reconhecia o sufrágio feminino. 
Pouco tempo depois, Ana de Castro Osório demitiu-se da direcção da LRMP e da revista A Mulher e a Criança e, juntamente com Carolina Beatriz Ângelo, Joana de Almeida Nogueira e Rita Dantas Machado, entre outras activistas, fundou a Associação de Propaganda Feminista. Maria Veleda seria então eleita para a substituir nos dois cargos, tornando-se na dirigente eleita que, por mais tempo, presidiu aos destinos desta colectividade.
Em 1913, o Governo mudou a lei do Código Eleitoral, de modo a explicitamente permitir o poder de voto apenas aos cidadãos portugueses do sexo masculino, «são eleitores de cargos legislativos os cidadãos portugueses do sexo masculino maiores de 21 anos ou que completem essa idade até ao termo das operações de recenseamento, que estejam no pleno gozo dos seus direitos civis e políticos, saibam ler e escrever Português, residam no território da República Portuguesa».
A Liga Republicana das Mulheres Portuguesas terá sido extinta por volta de 1919, devido ao período de instabilidade político que se vivia durante a Primeira República Portuguesa. Durante os seus anos de actividade, a LRMP manteve sempre uma forte campanha pela instrução da mulher, o direito ao voto, a luta contra a pobreza e, sobretudo, pela igualdade de género, abrindo núcleos em várias cidades no país para além de Lisboa, tais como em Alhandra (Vila Franca de Xira), Âncora (Caminha), Benavente, Cantanhede, Lagos, Porto, Praia da Luz (Lagos), Santo Estêvão (Benavente), Setúbal, Tábua, Tomar e Viseu.
As mulheres portuguesas teriam de esperar pelo ano de 1931 para lhes ser concedido o direito de voto e, ainda assim, com restrições: apenas podiam votar as que tivessem cursos secundários ou superiores, enquanto para os homens continuava a bastar saber ler e escrever.

## Iniciativas
A Mulher e a Criança (1909-1911) 

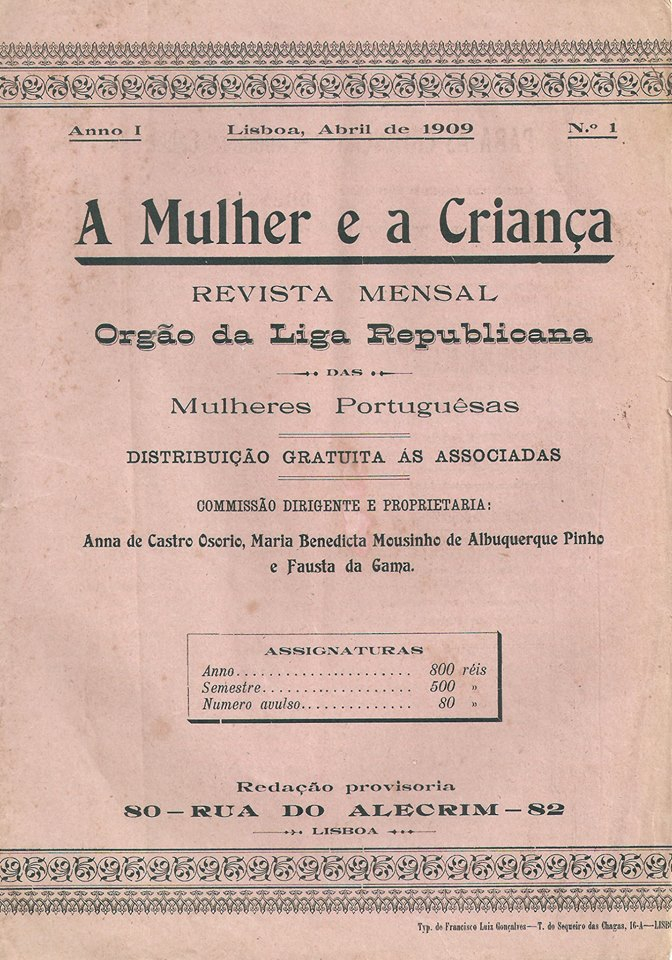
Revista mensal "A Mulher e a Criança", publicada e distribuída pela Liga Republicana das Mulheres Portuguesas, em 1909

«Conforme consta das disposições estatuárias da Liga Republicana das Mulheres Portuguesas (L.R.M.P.), a publicação desta revista tem por objetivo tratar “questões político-sociais, históricas e educativas, sobretudo da mulher e da criança”.»
Composta por vários artigos, algumas rubricas, noticiário, ilustrações, contos e poemas, recorrendo ainda à transcrição, por vezes comentada, de textos de imprensa e de discursos de individualidades importantes, a revista A Mulher e a Criança era liderada por Ana de Castro Osório, Fausta Pinto da Gama e Maria Benedita Mouzinho de Albuquerque Pinho. Distribuída quinzenalmente de forma gratuita para todas as suas associadas, abordava diversos temas como a filosofia da sua própria organização, as relações com o ideário republicano, o direito ao voto, a importância da autonomia económica, de uma instrução e de um trabalho qualificado, ou até mesmo sobre a protecção das crianças e sua educação.
Após a demissão de Ana de Castro Osório da organização, Maria Veleda tomaria o cargo na direcção da revista, juntamente com Ana Maria Gonçalves Dias e Lénia Loyo Pequito, passando a publicação da revista quinzenal a mensal até à sua extinção em 1911, “por ser demasiado dispendioso”.
A Madrugada (1911-1918)
«A primeira condição para que a mulher se emancipe, consiste em instruí-la e educá-la, salvando-a de si própria, do abismo da superstição em que ela se precipita a cada passo.»
A 30 de setembro de 1911, Maria Veleda criaria um novo jornal de nome A Madrugada, publicado mensalmente no último dia de cada mês, "acessível a todas as bolsas", com o propósito de servir como órgão mediador entre o parlamento e a associação, visto muitas das suas sócias se encontrarem desiludidas com a falta de medidas tomadas e prometidas pelos governos da Primeira República. Para além de artigos onde informavam e denunciavam assuntos de interesse político nacional ou ainda sobre a instrução pública e a educação das mulheres, como forma estratégica de financiar o seu empreendimento, o jornal dispunha ainda de uma página inteiramente dedicada à publicidade. 
Durante a Primeira Guerra Mundial, com as novas medidas de segurança nacional, o jornal passaria a sofrer com a censura imposta pelo governo, sendo todos os seus artigos analisados e aprovados previamente. Devido à crescente instabilidade política e as dificuldades económicas no país, a LRMP viu-se também obrigada a criar um espaçamento cada vez maior nas suas publicações, passando a emitir o jornal mensal de dois em dois meses, três e depois quatro, até à sua extinção em 1918, pouco antes do cessar de actividades da própria organização feminista e republicana.
Obra Maternal
Criada com o intuito de ajudar as crianças abandonadas, órfãs, pedintes, ou em risco de caírem no mundo do crime e da prostituição, durante os sete anos da sua existência, sob a orientação da LRMP, não teve qualquer ajuda do Estado, sendo sustentada pelas respectivas sócias e por outras pessoas associadas, recrutadas na sociedade civil, ou ainda com a ajuda de outras iniciativas, como o Grupo Dramático da Liga, que representava peças de teatro de teor educativo, feminista e revolucionário, escritas por Maria Veleda e representadas nos Teatros Étoile, República, Trindade e Ginásio, em Lisboa, e no Teatro do Grémio Artístico Comercial de Torres Vedras. Em 1916, a Obra Maternal passou à responsabilidade da Cruzada das Mulheres Portuguesas para assistir também aos órfãos de guerra.
Outras Menções
No âmbito da protecção às crianças, a Liga Republicana das Mulheres Portuguesas fez campanhas nacionais e entregou petições aos órgãos de soberania para legislar contra a venda de álcool e tabaco a menores, o lenocínio e a prostituição infantil, empenhando-se directamente na condenação de duas proxenetas de Lisboa que raptavam ou aliciavam meninas pré-adolescentes para as prostituírem. Também reclamou a alteração das leis que permitiam o pagamento de fiança a detidos por abuso sexual de menores. As dirigentes da LRMP, conscientes de que a maioria das mulheres não teve acesso à instrução ou lhes era vedada uma educação equivalente à dos homens, procuraram remediar essa injusta desigualdade, criando cursos de comércio, de enfermagem e de francês, a fim de as tornarem aptas para o exercício de uma profissão que lhes garantisse a autonomia económica. A luta pela instrução, protecção e educação cívica das crianças e das mulheres foi o princípio orientador das acções do seu movimento, assim como de todas as outras Associações femininas e feministas, criadas nas duas primeiras décadas do século XX. Segundo as suas fundadoras "Só a educação pode contribuir para a emancipação das mulheres e a construção de uma sociedade mais justa e um mundo melhor".

## Lista de Membros Proeminentes
- Adelaide Cabete, membro fundador;
- Adelaide Cunha Barradas;
- Adelina da Glória Paletti Berger, Presidente eleita do núcleo de Lagos;
- Alice Moderno;
- Antónia de Jesus da Silva;
- Alzira Augusta de Lourdes Pinto Vieira;
- Amélia França Borges;
- Ana Augusta de Castilho;
- Ana de Castro Osório, membro fundador e primeira Presidente da LRMP (1908-1911);
- Ana Maria Gonçalves Dias;
- Angélica Lopes Viana Porto;
- Bárbara Rosa de Carvalho Pereira;
- Beatriz Pinheiro de Lemos;
- Camila Sousa Lopes;
- Carolina Beatriz Ângelo, membro fundador e primeira mulher a votar em Portugal;
- Domitila de Carvalho;
- Ernestina Pereira Santos;
- Elzira Dantas Machado, Primeira Dama da República Portuguesa;
- Fausta Pinto da Gama;
- Filipa de Oliveira;
- Filomena Honorina da Costa;
- Joana de Almeida Nogueira;
- Judite Pontes Rodrigues;
- Lénia Loyo Pequito;
- Lídia de Oliveira;
- Luísa de Almeida;
- Manuela Porto;
- Maria Benedita Mouzinho de Albuquerque Pinho;
- Maria Clara Correia Alves;
- Maria Evelina de Sousa;
- Maria Veleda, segunda Presidente da LRMP (1911-1919);
- Mariana da Assunção da Silva;
- Rita Dantas Machado, filha de Bernardino Machado, terceiro e o oitavo presidente eleito da República Portuguesa, e de Elzira Dantas Machado;
- Sofia Quintino;
- Virgínia da Fonseca;
- Virgínia Quaresma.